# Abyssianira lingula
Abyssianira lingula là một loài chân đều trong họ Paramunnidae. Loài này được Doti & Roccatagliata miêu tả khoa học năm 2006.